# Bjørt Samuelsen
Bjørt Samuelsen (Tórshavn, 2 de març de 1965) és una periodista, mestra en ciències dels aliments i política feroesa. És membre del Partit Republicà feroès, de tendència independentista i republicana.

## Biografia
Bjørt Samuelsen va créixer a la capital feroesa, Tórshavn. Als dinou anys es va traslladar primer a París i després a Copenhaguen, on hi va estudiar ciències dels aliments a la Reial Universitat Veterinària i Agrícola i va rebre el seu graduat. A Copenhaguen el 1988 va ser una de les cofundadores de l'associació local de dansa feroesa Fótatraðk. Després es va traslladar a Oslo, on va estudiar a l'escola de periodisme local. Més tard va treballar per a diversos mitjans noruecs, inclòs Aftenposten. L'any 2000 va tornar a les Illes Fèroe després d'una absència de gairebé 16 anys. Allà va treballar primer a Kringvarp Føroya i després com a consultora de comunicació per compte propi. A més, va ensenyar a la Universitat de les Illes Fèroe i va ser activa com a membre del consell i tresorera en diverses empreses i associacions.

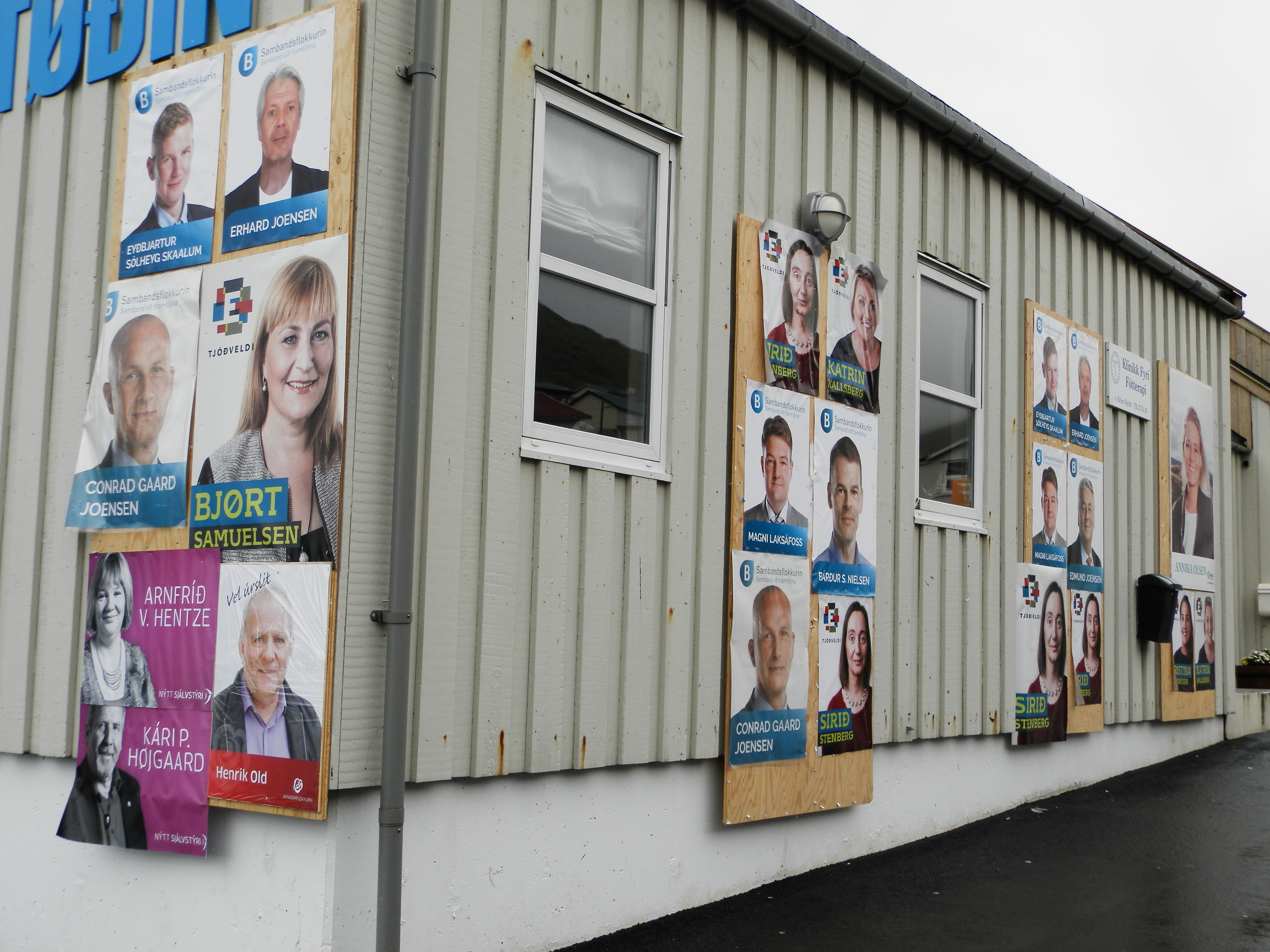
Cartells electorals a Vágur per les eleccions de 2015.

Bjørt Samuelsen és filla de Marin av Sandi i Heðin Samuelsen de Tórshavn. Està casada amb el veterinari Peter Skou Østergård, amb qui hi ha tingut dos fills.

## Carrera política
Va ser escollida per a Løgting a les eleccions generals feroeses de 2008 i de nou el 2011. No va ser escollida a les eleccions de 2015, però va mantenir el seu escó al parlament perquè Høgni Hoydal va ser nomenat ministre de pesca. Samuelsen va ser ministra de Comerç i d'Indústria des del 4 de febrer fins al 15 de setembre de 2008. Va ser la primera dona ministra de comerç i d'Indústria de les Illes Fèroe.
Bjørt Samuelsen va ser nomenada presidenta del Løgting el desembre de 2022.

### Projecte de llei sobre el matrimoni del mateix sexe
El 24 de setembre de 2015 Bjørt Samuelsen juntament amb la membre independent del Løgting Sonja Jógvansdóttir, la socialdemòcrata Kristianna Winther Poulsen i la membre de Progrés Hanna Jensen, van presentar un projecte de llei de matrimoni entre persones del mateix sexe a la Secretaria del Parlament.

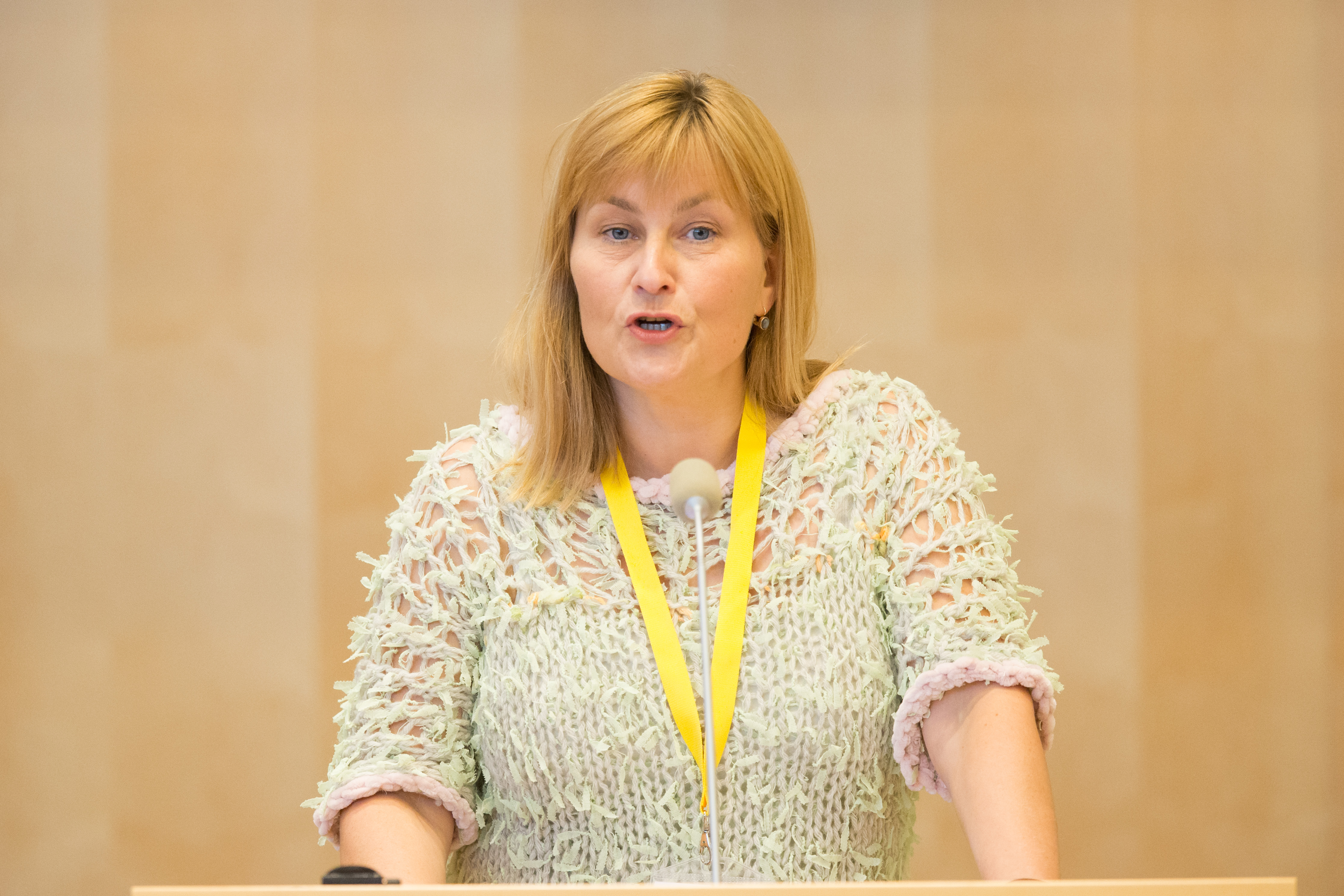
Samuelsen el 2014 a Estocolm en una sessió del Consell Nòrdic.

### Comitès permanents del Løgting, del Consell Nòrdic i del Consell Occidental
2008–2011 membre del Comitè Permanent d'Empreses
2008–2011 membre de la Comissió Permanent de Justícia
2011–2015 vicepresidenta de la Comissió Permanent d'Empreses
2011–2015 membre de la Comissió Permanent de Benestar
2011–2015 vicepresidenta de la Comissió Permanent d'Afers Exteriors
2011–2015 vicepresidenta del Consell Nòrdic
2015–2019 membre del Comitè d'Afers Exteriors
2015–2019 membre del Consell Nòrdic Occidental
2015–2019 membre del Comitè d'Indústria, Pesca, Aquai i Agricultura
2015-2019 vicepresidenta de la Comissió d'Hisenda
2015–2019 vicepresidenta de la Comissió Social i Sanitària
2017–2019 President de la Comissió d'Indústria, Pesca, Aquai i Agricultura